# Rue d'Avranches
La rue d'Avranches est une voie de Toulouse, chef-lieu de la région Occitanie, dans le Midi de la France.

## Situation et accès

### Description
La rue d'Avranches est une voie publique. Elle se trouve au sud du quartier de Croix-Daurade.
Elle correspond à une partie de l'ancien chemin vicinal 64, dit de Cazals, qui allait du chemin de Lapujade au chemin de Nicol (actuels chemin de Jaffary et rue d'Avranches). Elle naît de la route d'Albi, dont elle se sépare au niveau du no 74, dans le prolongement du chemin de Jaffary. Orienté au nord-est, longue de 497 mètres, elle suit un parcours relativement rectiligne. Elle se termine au carrefour du chemin de Nicol. Elle est prolongée au nord-est par la rue Auguste-Renoir qui se termine à l'avenue d'Atlanta.
La chaussée compte une seule voie de circulation automobile à double-sens. Elle appartient à une zone 30 et la vitesse y est limitée à 30 km/h. Il n'existe pas d'aménagement cyclable.

### Voies rencontrées
La rue d'Avranches rencontre les voies suivantes, dans l'ordre des numéros croissants (« g » indique que la rue se situe à gauche, « d » à droite) :
1. Route d'Albi
2. Allée Ginette-Forgues (d)
3. Rue Cayrou (g)
4. Rue de la Liberté (g)
5. Rue Moto-Vidal (d)
6. Rue François-Bousquet (g)
7. Impasse Armand-Carrel (g)
8. Rue de Venerque (d)
9. Chemin de Nicol

## Odonymie
C'est le 12 avril 1947 que, sur décision du conseil municipal, la rue est nommée en commémoration de la percée d'Avranches, vaste opération militaire des premiers jours d'août 1944 qui permit aux armées alliées américano-britanniques de repousser et déborder les forces allemandes et de leur assurer la victoire dans la bataille de Normandie, à la suite du débarquement du 6 juin.
Au XVIe siècle, la rue est connue comme le chemin de Catala, qui lui vient probablement du propriétaire d'un domaine agricole qu'il desservait,. Ce nom se conserva jusqu'en 1930, date à laquelle on le changea pour celui de chemin Cazals, du nom d'un autre domaine agricole qui avait appartenu à la famille Cazal, et particulièrement à Hyacinthe Cazal (1790-après 1845). Si le nom s'en est effacé en 1947, il s'est conservé dans celui de la rue Cazals.

## Patrimoine et lieux d'intérêt

### Maisons toulousaines
- no  23 : maison toulousaine (deuxième moitié du XIXe siècle)[5].
- no  25 : maison toulousaine (deuxième moitié du XIXe siècle)[6].
- no  26 : maison toulousaine (deuxième moitié du XIXe siècle)[7].
- no  35 : maison toulousaine (deuxième moitié du XIXe siècle)[8].
- no  45 : maison toulousaine (deuxième moitié du XIXe siècle)[9].
- no  47 : maison toulousaine (deuxième moitié du XIXe siècle)[10].
- no  49 : maison toulousaine (deuxième moitié du XIXe siècle)[11].
- no  51 : maison toulousaine (deuxième moitié du XIXe siècle)[12].
- no  53 : maison toulousaine (deuxième moitié du XIXe siècle)[13].
- no  55 : maison toulousaine (deuxième moitié du XIXe siècle)[14].
- no  57 : maison toulousaine (deuxième moitié du XIXe siècle)[15].
- no  59 : maison toulousaine (deuxième moitié du XIXe siècle)[16].
- no  59 bis : maison toulousaine (deuxième moitié du XIXe siècle)[17].
- no  61 : maison toulousaine (deuxième moitié du XIXe siècle)[18].

### Autres maisons
- no  26 bis : maison (deuxième moitié du XXe siècle).
- no  50 : maison (deuxième quart du XXe siècle)[19].

### Espaces verts
- no  4 : jardin d'Avranches.
- no  20 : stade de Lapujade.